# Bruno Fouché
Ne doit pas être confondu avec Bruno Foucher.
Bruno Fouché a été l'entraineur de l'équipe de France de kung-fu, de 2007 à 2014. Bruno est titulaire de quatre diplômes d'État : B.E.E.S Arts martiaux chinois, Brevet d'État des métiers de la forme, D.E.J.E.P.S perfectionnement sportif et B.P.J.E.P.S des sports de contact (Kick-boxing, Muay-thaï thaï, Full-contact).
Il a été formateur pour les D.E.J.E.P.S au C.R.E.P.S de Vichy Auvergne pour la Fédération française de Wushu.

## Biographie
Bruno Fouché ceinture noire 5e duan de kung-fu, ceinture noire de Full-contact, Lutte contact et de Kick-boxing a remporté 7 coupes de France, 3 championnats de France et 3 Open de France de kung-fu et Sanda ainsi que la coupe de France de Full-contact et Lutte contact en 2000 et 2001, il remporta une 3e place au championnat d'Europe en 1996 et une 5e place au championnat du monde de kung-fu en 1997. Il est le premier entraîneur de kung-fu français à avoir obtenu le titre de champion du monde en 2009 à Toronto avec Moussa Niangan en 90 kg, ainsi qu'une victoire en coupe du le monde avec Anthony Lim en Chine et une victoire aux jeux mondiaux en Colombie avec Valérie Domergue.
Bruno Fouché a repris la compétition après 13 années sans, il a obtenu un titre de vice-champion de France de Full Contact en catégorie (vétéran 84 kg) en mars 2017 à Melun, un titre de champion de France de Kick Boxing en catégorie (vétéran 84 kg) en avril 2017 à Paris 13e et a remporté la Coupe de France de la même catégorie en novembre 2017 à Aulnay-sous-Bois.
Il dirige depuis 13 ans avec son épouse une salle de sport Néofitness, située en Maine-et-Loire, à Montreuil-Juigné. Bruno Fouché est devenu entraîneur sportif à Angers, il a créé avec son épouse Anne-Sophie (sophrologue) le premier studio de coaching sportif et mental à Angers, NEO'COACH studio, avec pour objectif de la perte de poids, remise en forme et préparation physique. On peut y pratiquer du TRX, vipr, kettle Bell, Pilates, sophrologie, yoga Tonic et Boxing training. De janvier à décembre 2024, Bruno a été l’entraîneur de Mastu (créateur de contenu sur Internet) afin de préparer un tournoi de boxe Anglaise à l’Arena la Défense à Paris qui se déroulait le 7 décembre devant 30000 personnes et diffusé en live sur Twitch  avec 1,2 million de vues. Mastu est sortie victorieux de ce combat de 3 rounds qui l’opposait à Djilsi.